# Nesidiochernes maculatus
Espèce
Nesidiochernes maculatus est une espèce de pseudoscorpions de la famille des Chernetidae.

## Distribution
Cette espèce se rencontre aux États fédérés de Micronésie dans l'État de Kosrae et aux îles Marshall.

## Description
Le mâle holotype mesure 2 mm et la femelle paratype 2 mm.

## Publication originale
- Beier, 1957 : Pseudoscorpionida. Insects of Micronesia, vol. 3, p. 1-64 (texte intégral).